# Araschnia doris
Araschnia doris är en fjärilsart som beskrevs av John Henry Leech 1892. Araschnia doris ingår i släktet Araschnia och familjen praktfjärilar. Inga underarter finns listade i Catalogue of Life.